# Il principe dei vampiri
Il principe dei vampiri (The Vampire Prince) è il sesto libro della Saga di Darren Shan e capitolo conclusivo della trilogia del Picco dei Vampiri dello scrittore inglese Darren Shan.

## Trama
Darren Shan riesce incredibilmente a sopravvivere alla caduta della cascata ma viene trascinato dalla corrente molto lontano dal Picco dei Vampiri. Viene soccorso da un branco di lupi con il quale aveva fatto amicizia durante il viaggio d'arrivo alla montagna, che lo cura e aiuta a riprendersi. Riesce quindi a comunicare con Mr. Crepsley il tradimento di Kurda e la sua alleanza con i Vampiri Killer. Ciò viene comunicato ai Principi dei Vampiri, i quali inizialmente sono dubbiosi ma finiscono presto per apprendere la verità; si scatena quindi una battaglia contro i Vampiri Killer, che i vampiri vincono nonostante diverse perdite sofferte come quella di Arra Sails. Kurda viene invece catturato e condannato a morte, nonostante lui spieghi il motivo per cui si è alleato con i nemici: il Signore dei Vampiri Killer è stato iniziato e sperava di evitare la guerra devastante mediante un colpo di stato. Le ragioni sono relativamente comprensibili ma il suo crimine è troppo grave, quindi i Principi decidono a malincuore di giustiziarlo ugualmente. Anche Darren dovrebbe morire per aver fallito i triboli, ma tutti sono rimasti ammirati dal suo coraggio e devozione al clan dei vampiri che lo hanno portato a tornare indietro al picco per avvertirli del pericolo; dopo essersi consultati, i Principi decidono quindi che l'unico modo per permettere la sopravvivenza di Darren è renderlo un vampiro in tutto e per tutto e farlo diventare Principe, dato che essi sono gli unici a poter provare e fallire più volte i triboli senza incorrere all'esecuzione. Darren accetta con entusiasmo ed orgoglio,